# Han Chongdi
Han Chongdi was keizer van China vanaf 20 september 144 tot 15 februari 145. Hij stamde af van de Han-dynastie, en hij was de achtste heerser van de Oostelijke Han-dynastie.
Hij was de enige overlevende zoon van Han Shundi. Hij besteeg een jaar oud de troon en hij regeerde voor minder dan zestien maanden. Tijdens zijn regering controleerden keizerin-weduwe Liang en haar broer Liang Ji het bestuur volledig. Terwijl de Keizerin-weduwe zelf verstandig en eerlijk leek te zijn, vertrouwde ze haar corrupte broer volledig, wat leidde tot een sterke toename van de corruptie, met als gevolg dat de bevolking vreselijk leed.
Han Chongdi stierf in 145, slechts drie jaar oud.

## Familie achtergrond
Han Chongdi werd geboren als prins Bing, zoon van Han Shundi en diens concubine, Consorte Yu, in 143. Er is vrijwel niets bekend over zijn moeder, behalve dat ze het paleis binnentrok toen ze twaalf was, hoewel het jaartal onbekend is. Wel is bekend dat ze ook de moeder was van Bing`s zus, Prinses Shreng. Prins Bing was Han Shundi`s enige zoon.
Op 3 juni 144 maakte Shundi, die op dat moment ziek was, Prins Bing tot kroonprins. Minder dan vier maanden later stierf Shundi, waarna Kroonprins Bing een jaar oud de troon besteeg, als Han Chongdi.

## Korte regering
Omdat Chongdi nog jong was, trad keizerin-weduwe Liang op als regent. Ze leek zelf verstandig en rechtvaardig te zijn, en haar taken goed te vervullen, maar haar grote fout was dat ze haar gewelddadige en corrupte broer Liang Ji, die de machtigste ambtenaar binnen het bestuur was, volledig vertrouwde. Toen Han Shundi nog leefde, was Liang Ji al de allermachtigste ambtenaar, de absolute macht die hij na streefde, kwam nog dichterbij na zijn dood. Toen de jonge en capabele ambtenaar Huangfu Gui, met een verslag kwam dat in verhulde taal stelde, dat Liang Ji en zijn broer Liang Buyi, zich meer nederig en zuinig zouden moeten gedragen, verwijderde Liang Ji hem van zijn positie, en probeerde hem meerdere malen tevergeefs te beschuldigen van zware misdrijven.
Tijdens de regering van Chongdi, werden boerenopstanden, die al een probleem vormden tijdens de regering van Shundi, een nog serieuzer probleem. En zelfs de tombe van Shundi werd geplunderd. 
Vroeg in 145, stierf Chongdi. Keizerin-weduwe Liang hield Chongdi`s dood geheim totdat ze een juiste opvolger had gevonden, maar ze luisterde naar de belangrijke ambtenaar Li Gi en maakte onmiddellijk Chongdi`s dood bekend. Ze ontbood Chongdi`s derde neven, Liu Suan, de prins van Qinghe, en Liu Zuan, de zoon van Liu Hong, de prins van Xiao van Bohai, naar de hoofdstad, en ze overwoog hen als opvolgers. Liu Suan was duidelijk een volwassene, ook al is zijn leeftijd niet bekend. Hij was oprecht en beleefd en de ambtenaren zagen hem wel zitten als opvolger. Liang Ji wenste echter een jonge keizer zodat hij langer de volle macht kon behouden, en hij overtuigde keizerin-weduwe Liang om de zevenjarige Liu Zuan tot keizer te maken als Han Zhidi.
Han Chongdi die jong in zijn jeugd was gestorven, werd in zijn vaders tombe mee begraven om kosten te sparen.
Lang naar Chongdi`s dood besloot Han Lingdi,in 175 dat hij Chongdi`s moeder, Consorte Yu, titel als moeder van de keizer, Meiren, door die van een concubine, Guiren.

## Tijdperk naam
- Yongxi 145

## Persoonlijke informatie
- vader
  - Han Shundi
- moeder
  - Consorte Yu

Xia · Shang · Zhou · Qin · Han · Drie Koninkrijken · Jin · Zuidelijke Dynastieën · Noordelijke Dynastieën · Sui · Tang · Vijf Dynastieën · Jin (Jurchen) · Song · Yuan · Ming · Qing